# سیرک ایروان

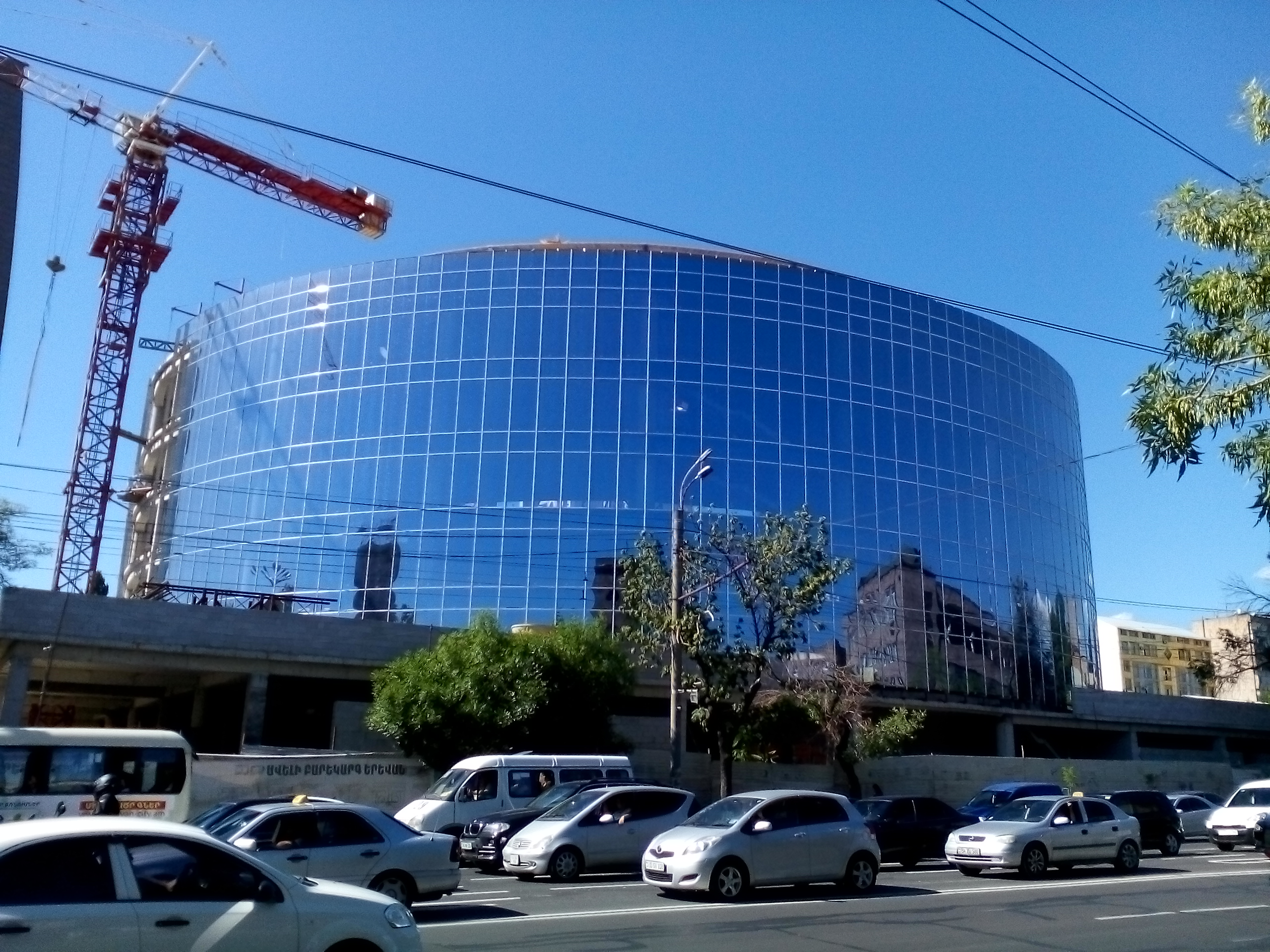
سیرک ایروان در 2017

سیرک ایروان (ارمنی: Երևանի կրկես Yerevani krkes) یک سیرک است که در دهه ۱۹۳۰ میلادی بنیانگذاری شد. این سیرک در سال ۱۹۶۲ کاملاً بازسازی شد و در نهایت در سپتامبر ۲۰۱۲ تخریب شد. ساختمان جدید سیرک برنامه‌ریزی شده‌است که در اکتبر ۲۰۱۷ افتتاح شود.

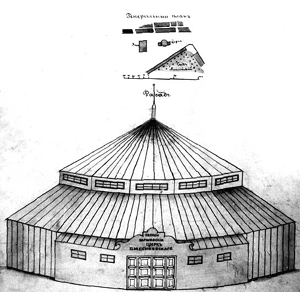
ساختمان اولیه سیرک

ساختمان اولیه سیرک چوبی بوده‌است و در دهه ۱۹۳۰ بنا شده بود. در سال ۱۹۳۹ یک ساختمان جدید ساخته شد برای ۸۰۰ تماشاگر توسط نیکوغوس بونیاتیان آن ساختمان در سال ۱۹۶۲ کاملاً نوسازی شد؛ و گنجایش آن به ۷۰۰ تن کاهش یافت. و ساختمان دیگر از آن بازسازی نشد.
سیرک ایروان در اوت ۲۰۰۵ خصوصی شد و به ارزش ۱۵۰ میلیون درام (واحد پول) به مالکیت کارکنان سیرک به ریاست «سوس پتروسیان» درآمد.  در سال ۲۰۱۱ سامول کاراپتیان کارآفرین ارمنی ساکن مسکو، اعلام نمود که تاشیر گروه متعلق به وی مبلغ ۱۰ میلیون در نوسازی سیرک سرمایه‌گذاری خواهد کرد.
کارهای مرمت‌سازی در اوت ۲۰۱۱ توسط تاشیر گروپ (Tashir Group) آغاز گردید. دیرتر تصمیم‌گیری شد که ساختمان سیرک تخریب و بنای جدید احداث گردد زیر ساختمان قدیمی واجد شرایط نوسازی نبود. در تاریخ ۲۱ ژوئیه ۲۰۱۲ سقف ساختمان سیرک تخریب شد. چند ماه دیرتر در ۸ سپتامبر ۲۰۱۲ ساختمان کاملاً تخریب شد.
وزارت شرایط اضطراری ارمنستان بر فرایند تخریب سیرک نظارت کرد.
جانوران سیرک به صورت موقتی به باغ‌وحش ایروان منتقل شدند.
ساختمان جدید سیرک می‌تواند ۱۷۰۰ تا ۲۰۰۰ تماشاگر را میزبانی کند. همچنین یک پارکینگ زیرزمینی نیز بنا شده‌است. برنامه‌ریزی شده که ساخت و ساز این بنا در سال ۲۰۱۴ به پایان برسد.

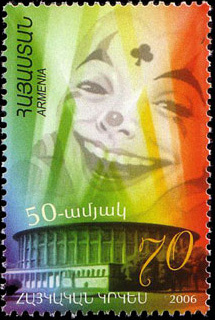
تمبر 50 سالگی سیرک ارمنستان (2007)

## در فرهنگ عامه

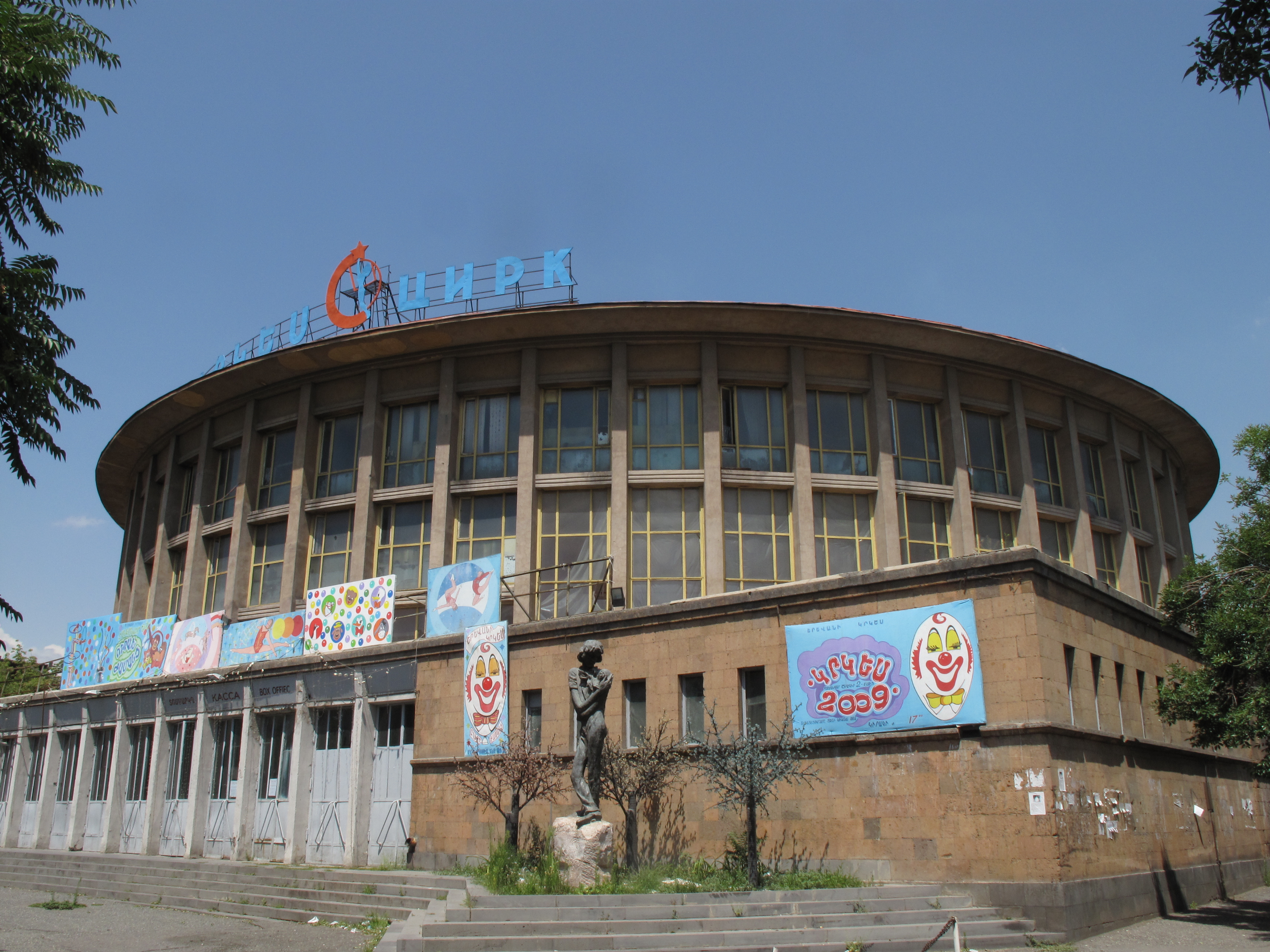
سیرک ایروان (2009)

تعدادی از صحنه‌های فیلم «جاده‌ای به صحنه» (Road to the Stage) محصول سال ۱۹۶۳ به کارگردانی هنریک مالیان با هنرمندی دلقک برجسته ارمنی لئونید ینگیباروف در ساختمان سیرک فیلمبرداری شده‌است.